# Staré Město
Staré Město ou Cidade Velha é uma cidade da República Checa, tem 6 742 habitantes (censos de 2004). Está localizada na região de Zlín, distrito de Uherské Hradiště.